# 1988 XB
1988 XB är en asteroid i huvudbältet som upptäcktes den 5 december 1988 av den japanska astronomen Yoshiaki Oshima vid Gekko-observatoriet.
Den tillhör asteroidgruppen Apollo.